# La Tinaja de Negrete
La Tinaja de Negrete är en ort i Mexiko.   Den ligger i kommunen Abasolo och delstaten Guanajuato, i den centrala delen av landet, 270 km väster om huvudstaden Mexico City. La Tinaja de Negrete ligger 1 791 meter över havet och antalet invånare är 559.
Terrängen runt La Tinaja de Negrete är kuperad söderut, men norrut är den platt. Runt La Tinaja de Negrete är det ganska tätbefolkat, med 120 invånare per kvadratkilometer. Närmaste större samhälle är Abasolo, 7,0 km väster om La Tinaja de Negrete. Trakten runt La Tinaja de Negrete består till största delen av jordbruksmark.